# Viljem Žener
Viljem Žener, slovenski inženir kemije, gospodarstvenik in strokovnjak za gumarsko tehnologijo, * 17. maj 1936, Senovo.

## Življenje in delo
Po diplomi na ljubljanski FNT (1960) se je zaposlil v tovarni gumijastih izdelkov Sava v Kranju, kjer je bil sprva direktor proizvodnje, 1972-1983 direktor Tovarne avtopnevmatik Sava Semperit, 1984-1995 pa generalni direktor koncerna Sava. Zaslužen je za tehnološko posodobitev podjetja, povezovanjem s tujimi podjetji, preusmeritvijo prodaje na tuje trge in razvojno-raziskovalno dejavnost. Na srednji in višji gumarski šoli v Kranju je nekaj let predaval gumarsko tehnologijo.